# アダム・ポドレシュ
アダム・ポドレシュ（Adam Podlesh 1983年8月11日- ）はニューヨーク州ロチェスター出身の元アメリカンフットボール選手。ポジションはパンター。

## 経歴
成長期にはランニングバックやラインバッカーを務め、200メートル競走、400メートル競走で好成績を修めた。
メリーランド大学では4年間アトランティック・コースト・カンファレンスのオールチームに選ばれた。2007年のNFLドラフト4巡目でジャクソンビル・ジャガーズに指名されて入団した。
2008年6月2日、ロチェスターのユダヤ系スポーツ選手の殿堂入りを果たした。その日ジャガーズのトレーニングキャンプがあったため、彼の代わりに祖母が表彰式に出席している。
2010年、唾液腺に癌が見つかったが、手術が成功し、放射線治療や化学療法の必要も無くなった。6週間後に彼はチームに復帰、全試合に出場し、ネット平均で43.8ヤードをマーク、敵陣20ヤード以内に26回蹴り込んだ
。
2011年、オフシーズン労使交渉が難航しロックアウトが続いている間、ジャガーズのキッカー、ジョシュ・スコビーと3回ワークアウトを行った。同年7月29日、ベテランのブラッド・メイナードと再契約を結ばなかったシカゴ・ベアーズと5年間1,000万ドルで契約した。この年スペシャルチームユニットに多く故障者が出る中、自己ベストでベアーズ史上1996年のトッド・ソウアーブランの44.8ヤード、2006年のブラッド・メイナードの44.2ヤードに次ぐ歴代3位となる43.9ヤード、ネットでもベアーズのパンターとしては1966年以来最高の40.4ヤードを記録した。

## 人物
2010年10月、故郷に近いラルフ・ウィルソン・スタジアムの試合に初めて出場したが、パントを蹴る機会は与えられなかった。
2010年にジャガーズのヘッドコーチ、ジャック・デルリオよりキックの方向、ハングタイム（滞空時間）ともに素晴らしいと評価された。
パンターながら40ヤードを4.4秒と素早いスピードを持っている。
2012年5月10日、Great Jewish Family Festivalに出席した。